# Hof (Islande)
Pour les articles homonymes, voir Hof.
Hof ou Hof í Öræfum est un groupe de fermes dans la municipalité de Hornafjörður dans le sud-est de l'Islande, à proximité du glacier Vatnajökull et à vingt-deux kilomètres au sud de Skaftafell dans le parc national du Vatnajökull. Il est situé sur la route 1 au sud-ouest de Höfn, dans la bande étroite entre la côte de la mer et le glacier.
Un bâtiment remarquable à Hof est une église au toit de gazon, qui a été construite en 1883 et est la plus récente église de ce genre en Islande. Depuis 1951, cette église appartient au Musée national d'Islande.